# Cacilhas
Cacilhas ist ein Ort und eine ehemalige Gemeinde im Kreis Almada  am südlichen Ufer des Tejo (Margem Sul do Tejo), gegenüber der portugiesischen Hauptstadt Lissabon. Der Ort gehört zum Großraum der Stadt Almada.
Cacilhas ist vor allem für seinen Hafen bekannt. Seit Jahrzehnten bringen zahlreiche Fähren die Fahrgäste zum gegenüberliegen Fährterminal Cais do Sodré in der Innenstadt Lissabons. Aus diesem Grunde werden die Tejo-Fähren im Volksmund auch „Cacilheiros“ genannt.

## Verwaltung
Cacilhas war Sitz einer gleichnamigen Gemeinde (Freguesia) im Kreis (Concelho) von Almada, im Distrikt Setúbal. Die Freguesia hatte 5983 Einwohner auf einer Fläche von 1,09 km² (Stand 30. Juni 2011).
Die Gemeinde bestand nur aus dem gleichnamigen Ort.
Im Zuge der Gebietsreform vom 29. September 2013 wurden die Gemeinden Cacilhas, Almada, Cova da Piedade und Pragal zur neuen Gemeinde União das Freguesias de Almada, Cova da Piedade, Pragal e Cacilhas zusammengefasst.

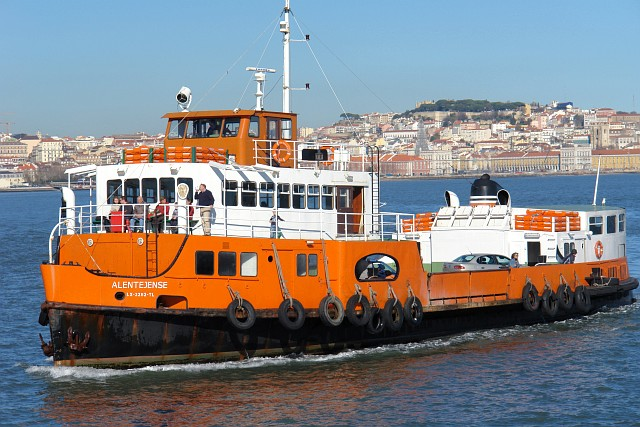
Eine typische Tejo-Fähre, im Volksmund auch „Cacilheiro“ genannt

## Verkehr
Bekanntestes Verkehrsmittel sind die charakteristischen orangefarbenen Fähren der Transtejo & Soflusa, die vom Hafen von Cacilhas nach Lissabon und andere Ortschaften des Tejo-Südufers verkehren.
Seit November 2008 hat Cacilhas auch einen Schienennahverkehrsanschluss. Seit diesem Zeitpunkt bindet die Metro Sul do Tejo (MST) Cacilhas an die wichtigsten Einkaufsstraßen in Almada, aber auch an Pragal und die Wissenschafts- und Technologiefakultät der Neuen Universität Lissabon an.
Als Anschluss der Stadt ans portugiesische Eisenbahnnetz dient der Bahnhof Pragal, welcher über die MST direkt mit Cacilhas verbunden ist.
Verschiedene lokale und regionale Buslinien ergänzen den Öffentlichen Personennahverkehr.

## Söhne und Töchter der Gemeinde
- Geraldo de São José (1709–1760), Bischof von Malakka
- Emília Pomar (1857–1944), Schriftstellerin